# Marian McPartland
 (février 2020).
Pour les articles homonymes, voir McPartland.
Marian McPartland (née Turner le 20 mars 1918 à Windsor, en Angleterre, et morte le 20 août 2013 à Long Island, New York) est une pianiste de jazz, compositrice et écrivain britanno-américaine. Elle est connue pour son émission Marian McPartland's Piano Jazz sur National Public Radio (NPR), où elle a interviewé des grands noms tel qu'Oscar Peterson ou Bill Evans. Elle est la femme du trompettiste Jimmy McPartland. Pour son 90e anniversaire, en 2008, elle a donné un concert dont l'enregistrement est disponible sur le site de NPR.

## Biographie

### Enfance
Marian commence le piano à trois ans, apprenant à l'oreille des valses de Chopin. Elle étudie le violon en plus du piano. Elle étudie la musique classique.

### Carrière
Elle étudie le piano à la Guildhall School of Music and Drama de Londres. Elle découvre le Jazz avec des Jazzmen tels que Duke Ellington, Fats Waller, Teddy Wilson et Mary Lou Williams, au désespoir de ses parents. Elle se tourne vers Billy Mayerl's Claviers, une troupe de vaudeville. Son nom de scène est d'abord Marian Page. Puis le groupe fait une tournée en France durant la Seconde Guerre mondiale. Elle se produit aussi en Belgique à l'époque où elle rencontre Jimmy McPartland, qui deviendra son mari. Elle retourne ensuite aux États-Unis, à Chicago. Avec l'aide de son mari, elle forme son propre trio et se produit au Hickory House de 1952 à 1960. Elle divorce en 1970 mais elle et Jimmy restent amis et continuent à jouer ensemble ; ils se remarient par la suite.
Après des années d'enregistrement avec des labels tels que Capitol, Savoy, Argo, Sesac, Time et Dot, elle monte en 1969 sa propre maison de disques, Halcyon Records, après quoi commencera sa longue association avec Concord Jazz. Le trio dont on se souvient le plus est celui qu'elle a mené de 1954 à 1956 avec Joe Morello et Bill Crow. Marian n'a cessé de renouveler ses influences en étudiant, entre autres, Thelonious Monk, Dave Brubeck, Bud Powell, et plus tard, Bill Evans. « Mon but était de tout entendre, et de jouer beaucoup des compositions de musiciens », dit elle en interview.

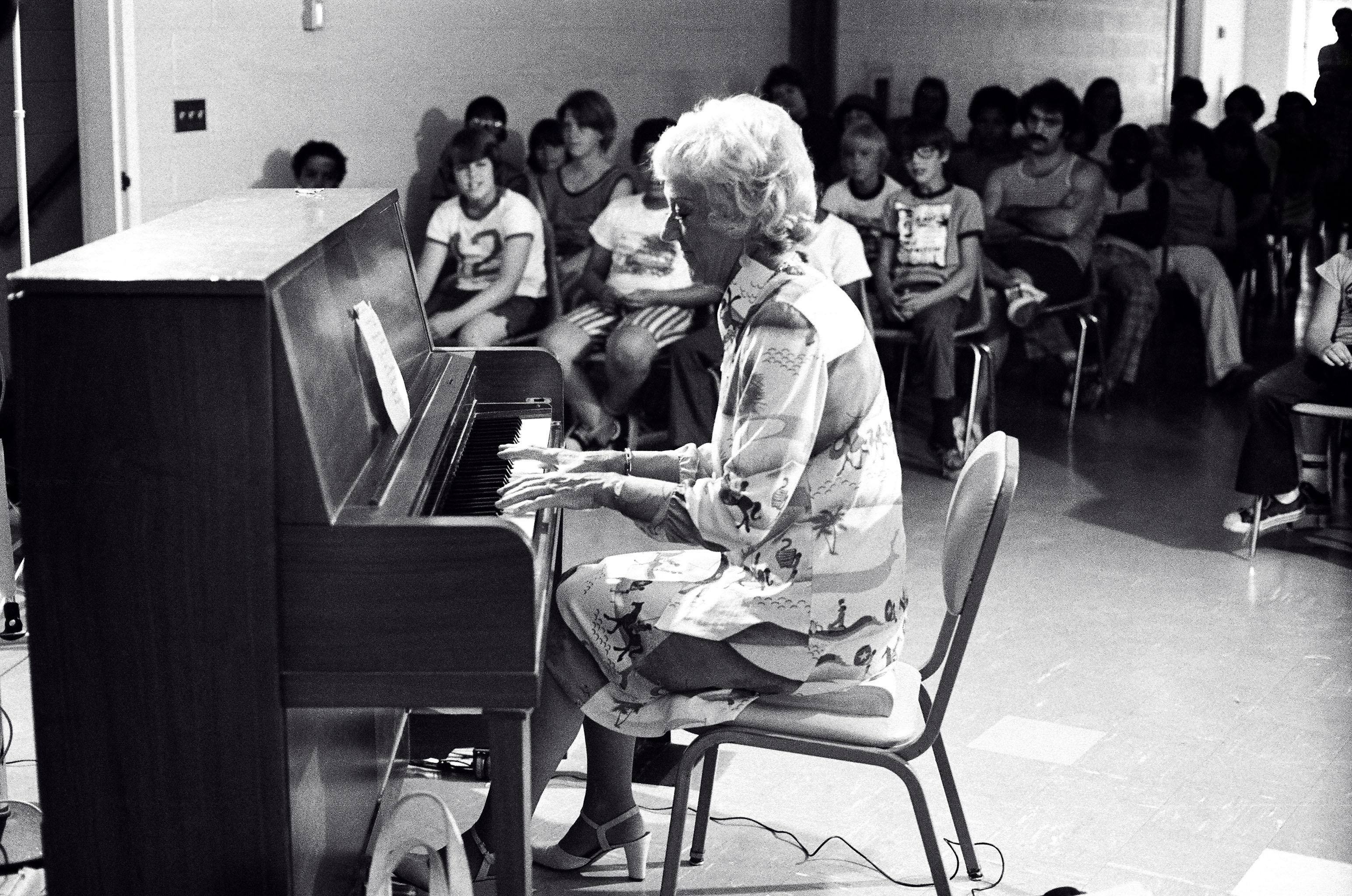
Marian McPartland

## Style
Marian McPartland possède une grande connaissance des standards, une remarquable oreille musicale. Elle fut très engagée dans l'évolution du jazz dans les années 1960 et a eu une grande expérience dans la radio. Tout ceci participe à son style pianistique qui est décrit ainsi : « flexible et complexe et presque impossible à étiqueter. »
De plus, Marian possède le don de synesthésie, c'est-à-dire la capacité à associer sons et couleurs, ainsi pour elle « la tonalité de Ré est jaune-jonquille, le Si majeur est bordeaux, le Si bémol est bleu. »
« Je n'ai pas vraiment l'impression d'avoir jamais eu un style qui me soit propre », confiait-elle en 2004[réf. souhaitée].

## Discographie
- My Old Flame: Marian McPartland Performs the Classic Hits of Sam Coslow
- 1951 : Jazz at Storyville
- 1952 : Lullaby of Birdland'
- 1953 : Moods
- 1955 : At the Hickory House
- 1955 : Marian McPartland in Concert
- 1956 : After Dark
- 1957 : Marian McPartland Trio
- 1957 : With You in Mind
- 1958 : At the London House
- 1960 : Plays the Music of Leonard Bernstein
- 1963 : Bossa Nova + Soul
- 1963 : Marian McPartland
- 1964 : West Side Story
- 1969 : Interplay
- 1970 : Ambiance
- 1972 : McPartlands Live at Porticello
- 1973 : Delicate Balance
- 1973 : Maestro and Friends
- 1973 : Sentimental Journey
- 1974 : Concert in Argentina
- 1974 : Plays the Music of Alec Wilder
- 1974 : Solo Concert at Haverford
- 1976 : Fine Romance
- 1977 : Now's the Time
- 1977 : Wanted
- 1978 : From This Moment On
- 1978 : Let It Happen
- 1979 : At the Festival
- 1979 : Live at the Carlyle
- 1979 : Portrait of Marian McPartland
- 1982 : Personal Choice
- 1985 : Willow Creek and Other Ballads
- 1987 : Plays the Music of Billy Strayhorn
- 1990 : Plays the Benny Carter Songbook
- 1991 : Live at Maybeck Recital Hall, Vol. 9
- 1993 : In My Life
- 1994 : Heritage of Broadway: Music of Leonard Bernstein
- 1994 : Live in Tokyo
- 1994 : Plays the Music of Mary Lou Williams
- 1995 : Live at Yoshi's Nitespot
- 1997 : Silent Pool
- 1998 : Just Friends
- 1999 : Reprise
- 2000 : Single Petal of Rose: The Essence of Duke Ellington
- 2001 : Ain't Misbehavin': Live at the Jazz Showcase
- 2001 : Looking For a Boy
- 2002 : Live At Shanghai Jazz
- 2002 : Marian Remembers Teddi
- 2004 : Windows
- 2005 : 85 Candles: Live in New York
- 2008 : Twilight

Les sessions de Piano Jazz sur NPR sont aussi disponibles en CD :
- 1978 : Mary Lou Williams
- 1978 : Bill Evans (pianiste)
- 1979 : Eubie Blake
- 1981 : Stanley Cowell
- 1981 : Dickie Wellstood
- 1981 : Jess Stacy
- 1981 : Alice Coltrane
- 1985 : Dizzy Gillespie
- 1985 : Henry Mancini
- 1985 : Teddy Wilson
- 1986 : Roy Eldridge
- 1986 : Bobby Short (en)
- 1989 : Lionel Hampton
- 1989 : Benny Carter
- 1989 : Les McCann
- 1990 : Barbara Carroll
- 1990 : Dick Hyman
- 1991 : Milt Hinton
- 1991 : Amina Claudine Myers
- 1991 : Lee Konitz
- 1991 : Red Richards
- 1991 : Rosemary Clooney
- 1991 : Joe Williams
- 1992 : Jack DeJohnette
- 1993 : Kenny Burrell
- 1993 : Clark Terry
- 1993 : Dave Brubeck
- 1994 : Mercer Ellington
- 1994 : Dave McKenna
- 1995 : Charles Brown
- 1996 : Oscar Peterson
- 1996 : Jay McShann
- 1998 : Michel Legrand
- 2002 : Chick Corea
- 2002 : Carmen McRae
- 2005 : Steely Dan
- 2005 : Teddy Wilson
- 2005 : Bruce Hornsby
- 2005 : Piano Jazz: McPartland/Costello
- 2006 : John Medeski (en)
- 2006 : Shirley Horn
- 2007 : Brad Mehldau

## Récompenses
- 1983 : Peabody Awards
- 1986 : introduction dans l'« International Jazz Association of Jazz Education Hall of Fame »
- 1991 : ASCAP-Deems Taylor Award
- 1994 : Down Beat lui accorde un « Lifetime Achievement Award »[4]
- 2000 : Mary Lou Williams Women in Jazz Award
- 2000 : «Jazz Master » décerné par la NEA Jazz Masters Fellowship
- 2001 : Gracie Allen Award (en) décerné par l'American Women in Radio and Television
- 2001 : American Eagle Award (en)
- 2004 : Grammy Trustees' Lifetime Achievement Award (en) décerné pour l'ensemble de son œuvre, notamment pédagogique
- 2006 : introduction dans le « Long Island Music Hall of Fame (en) »
- 2007 : introduction dans le « National Radio Hall of Fame[5] »
- 2010 : Officier de l'ordre de l'Empire britannique, « pour services rendus au jazz et pour encourager les jeunes musiciens aux États-Unis[6]. »

## Sources
- (en) Cet article est partiellement ou en totalité issu de l’article de Wikipédia en anglais intitulé « Marian McPartland » (voir la liste des auteurs).
- www.starpulse.com pour la discographie
- www.concordmusicgroup.com
- www.clarehansson.com